# Adam Paulsen
Adam Frederik Wivet Paulsen (født 2. januar 1833 i Nyborg, død 11. januar 1907) var en dansk fysiker.